# Université pontificale du Latran
 (janvier 2014).
Si vous disposez d'ouvrages ou d'articles de référence ou si vous connaissez des sites web de qualité traitant du thème abordé ici, merci de compléter l'article en donnant les références utiles à sa vérifiabilité et en les liant à la section « Notes et références ».
L'université pontificale du Latran (en italien : Pontificia Università Lateranense), anciennement Athénée pontifical de l'Apollinaire, est une université romaine dirigée par le clergé de Rome, et dépendant du Saint-Siège.

## Historique
Les origines de l’université du Latran remontent à 1773 : elle est fondée par le pape Clément XIV, qui, après la suppression des jésuites, confia les facultés de théologie et de philosophie du Collège romain au clergé de Rome. Après le rétablissement des jésuites, et la restitution du Collège romain, le pape Léon XII déplace le siège des facultés au palais de Saint-Apollinaire en 1824. C'est là que l'établissement gagne le surnom de l'« Apollinaire ».
C'est là qu'en 1853 Pie IX fonde les facultés de droit canonique et de droit civil et l’Institut pontifical Utriusque iuris. C’est Pie XI qui donne à l’Institut du Latran son siège définitif, l’actuel, dans lequel Pie XII, en 1958, institue l’Institut pontifical pastoral. L’année suivante le Pape Jean XXIII nomme l’Institut pontifical université du Latran.
En 1981, le Pape Jean-Paul II érige l’Institut pontifical pour les études sur le mariage et la famille, qui a le droit de remettre des diplômes universitaires.

## Organisation
Elle est composée de quatre facultés : théologie, droit canon, droit civil, philosophie, quatre instituts : l’Institut « Utriusque Iuris », l’Institut pastoral « Redemporis Hominis », l’Institut des sciences religieuses « Ecclesia Mater » et l’Institut Jean-Paul II pour les études sur le mariage et la famille et d'un Centre interdisciplinaire pour la formation permanente.
La bibliothèque conserve 600 000 volumes et l’université abrite une maison d’édition, Latran University Press, qui publie quatre revues scientifiques et une revue destinée à un public plus large « Nuntium » et des collections de livres.
L'université compte 4 200 étudiants en 2000. Le Latran est sans doute l’université la plus italienne des universités pontificales (80 % des effectifs sont italiens) et la plus laïque (les laïcs représentent 59 % des inscrits). Parmi ces derniers, les femmes sont nombreuses. Le Latran est la seule université pontificale dont l’une des facultés (philosophie) a une femme pour doyenne. L'académie alphonsienne (spécialisée en théologie morale) en dépend depuis 1960.

## Personnalités liées à l'établissement

### Étudiants
- Leo Maasburg